# Clare Exelby
Pour les articles homonymes, voir Exelby.
(en) Statistiques sur statscrew
Clare Exelby (né le 5 novembre 1938) est un joueur canadien de football canadien. Durant sa carrière s'étalant de 1958 à 1965, il joue avec les Stampeders de Calgary, les Argonauts de Toronto et les Alouettes de Montréal.

## Famille
Son fils, Randy Exelby, est un ancien joueur de hockey dans la LNH et son petit-fils, Kyle Capobianco, est repêché par les Coyotes de l'Arizona en 2015.